# Martin Peltasohn
Martin Peltasohn  (* 11. November 1849 in Ostrowo, Provinz Posen; † 23. Mai 1912 in Berlin) war ein deutscher Jurist und Politiker. Er war Mitglied des Preußischen Abgeordnetenhauses (1899–1910).

## Biografie
Peltasohn wurde als Sohn jüdischer Eltern geboren und besuchte das Gymnasium in Ostrowo. Nach seinem Abitur studierte er Rechtswissenschaften in Breslau, wo er 1867 Mitglied der Burschenschaft Arminia Breslau wurde. Am Deutsch-Französischen Krieg 1870/71 nahm er teil, wurde 1872 Referendar, 1876 Gerichtsassessor und 1877 Kreisrichter in Grätz. Dort wurde er 1879 Amtsrichter, dann wechselte er 1885 nach Bromberg, wo er 1890 Amtsgerichtsrat und 1892 Landesgerichtsrat wurde. Er wurde zum Geheimen Justizrat ernannt.
Von 1899 bis 1910 war er Abgeordneter des Preußischen Abgeordnetenhauses für den Wahlbezirk Bromberg 5 (Mogilno, Wongrowitz, Znin). Dort gehörte er der Freisinnigen Vereinigung, später der Fortschrittlichen Volkspartei an.  In Bromberg wurde er Mitglied der Jüdischen Repräsentantenversammlung, deren Vorsitzender er bis 1905 war. 1905 ging er nach Berlin und wurde führendes Mitglied seiner Fraktion.

## Veröffentlichungen
- Rentenguts- und Anerbenrechts-Gesetzgebung in Preussen. Textausgabe mit Anmerkungen und Sachregister. Berlin 1903. (Herausgeber, zusammen mit Bruno Peltasohn)